# Função nula (ciência da computação)
Em ciência da computação, uma função nula, nulo (ou operador nulo) é uma sub-rotina que não retorna qualquer valor de dados e deixa o estado do programa inalterado. Quando faz parte do conjunto de instruções de um processador, ela é chamada de NOP ou NOOP (Nenhuma OPeração).
Matematicamente, um função de  computação f é nula se, e somente se, sua execução deixa o estado do programa inalterado. Isto é, uma função nula é uma função de identidade cujo domínio e contradomínio são tanto o espaço de estado S do programa, e para os quais:
f(s) = s para todos os elementos s em S.
Definições menos rigorosas também podem ser encontradas. Por exemplo, uma função pode ter um único operador, transformá-lo em um novo tipo de dados, e retornar o resultado. Enquanto tais usos tem uma forte semelhança visual com a função identidade, eles criam ou alteram um valor de dados binários e, portanto, a mudança do estado do programa. De uma perspectiva da manutenção de software é melhor para identificar essas alternâncias de estado "menores" explicitamente, uma vez que chamando-as de funções nulas fornece-se futuros mantenedores do código sem dicernimento sobre seus efeitos reais.